# Yamada Nagamasa
Yamada Nagamasa (山田 長政 (Sơn Điền Trường Chính) 1590 - 1630) là một nhà phiêu lưu mạo hiểm của Nhật Bản đã chu du nhiều nơi ở vùng Đông Á và đã để lại những dấu ấn của mình tại đất nước Xiêm (nay là Thái Lan) vào đầu thế kỉ 17 và trở thành thống đốc của một địa điểm tại tỉnh Thammarat ở miền nam Thái Lan.
Yamada Nagamasa được sinh ra ở Numazu vào năm 1590. Ông đã tham gia vào các hoạt động thương mại của Nhật Bản với Đông Nam Á và định cư tại vương quốc Ayutthaya (ngày nay là Thái Lan) từ năm 1612. Nói chung trong thời gian ông sống ở Xiêm, ông cũng ra sức tăng cường giao thương với Nhật Bản đồng thời cũng can thiệp vào nội bộ của Thái Lan thông qua những cuộc tranh giành, chiến tranh. Kết quả là năm 1630, ông đã chết trong một trận đánh. Ông bị thương nhưng sau đó chết vì nhiễm trùng.
Hình ảnh của Yamada được tái hiện thông qua bộ phim đầy bạo lực Yamada - võ sĩ đạo Thái (năm 2011). Trong bộ phim này, ông là một Nhẫn giả trong đội quân đánh thuê của Nhật Bản phục vụ cho quân Miến Điện, do ông không hoàn thành nhiệm vụ nên đã bị giết người diệt khầu, rất may là có mấy võ sĩ Xiêm đã cứu và đem về chữa trị cho ông. Sau một thời gian sống ở vùng quê này, cảm nhận sự thân thiện ở đây, ông đã coi đây như quê hương thứ hai của mình và chiến đấu cho vùng đất này.